# Janisch Attila
Janisch Attila (Kecskemét, 1957. március 31.) Balázs Béla-díjas magyar filmrendező, forgatókönyvíró, DLA doktorált egyetemi docens, érdemes művész.

## Életpályája
A Katona József Gimnáziumban tette le érettségi vizsgáit, majd 1984-ben szerzett diplomát a Színház- és Filmművészeti Főiskolán, Fábri Zoltán tanítványaként. Már a főiskolai tanulmányai alatt rátalált arra a stílusra, amely későbbi munkáit is jellemzi (Zizi, A másik part). Filozofikus sorstörténeteinek megfilmesítésekor a thrillerek hatásmechanizmusát alkalmazza.   
Saját elmondása szerint fiatal korában nagy hatással volt rá Alfred Hitchcock, Ingmar Bergman és Luis Buñuel munkássága. Kedveli a szabad és asszociatív filmszerkezeteket és a szürreális, a valóság és álom határán mozgó történeteket. Trilógiája mindhárom darabjában (Árnyék a havon, Hosszú alkony, Másnap)  sajátos időszerkezetet alkalmaz. Az Árnyék a havonban és a Másnapban nem kronologikus a történetmesélés, a Hosszú alkonyban pedig az álom és a valóság határai csúsznak egymásba. Szereti a bonyolult és erős érzelmi hatásokat. 
Janisch filmjeiben az ismeretlen környezetben vagy idegen tájban mozgó szereplők többnyire olyan szélsőséges helyzetbe kerülnek, amely szembesíti őket valódi önmagukkal, elfojtott vágyaikkal, bűneikkel. Az Árnyék a havon és a Másnap című filmekben a bűnbeeső ember áll a középpontban. Filmjeit előszeretettel nevezi bűnfilmeknek. A kevés dialógust tartalmazó filmeket – melyeknek forgatókönyvírója állandó munkatársa, Forgách András író – ritkán forgatja városi környezetben. Többnyire nagyléptékü, költői tájakban bonyolódik a balladisztikusan szűkszavú, titkokkal teli cselekmény. Janisch rendezői munkájának egyik legfontosabb és leghatásosabb eleme az erős atmoszfératermtő képesség. Munkásságát számos hazai és nemzetközi filmdíjjal ismerték el a hazai és nemzetközi filmfesztiválok zsűrijei.
2001-től 2021-ig, 20 éven át volt a Színház- és Filmművészeti Egyetem tanára, kezdetben óraadóként, 2011-től pedig a 2011-ben, 2015-ben és 2019-ben induló 6x6-os BA évfolyamok filmrendező osztályainak osztályvezető tanárként, de éveken át tanított a Werk Filmakadémián, valamint a Pécsi Tudományegyetem filmtanszakán. 2018-ban szerzett doktori DLA diplomát summa cum laude minősítéssel. 2021-től a FreeSZFE Egyesület osztályvezető tanára. Egyetemi docens. 
Számos tanulmánya, filmnyelvvel foglalkozó írása jelent meg filmes szaklapokban. 2001-től kezdődően a Magyar Narancs jelenteti meg filmművészeti és politikai tartalmú publicisztikáit. Filmnyelvi tanulmányait Tudatalatti vetítés (filmes hatások) címen egybegyűjtő két kötetes kiadvány – amelynek része lesz a doktori disszertációja is – előreláthatóan 2025-ben jelenik meg.
Filmjeinek gyűjteményes (díszdobozos) 4 DVD-t tartalmazó kiadványa 2009-ben jelent meg a MOKÉP gondozásában.
Balázs Béla-díjas, Érdemes Művész.

## Filmjei

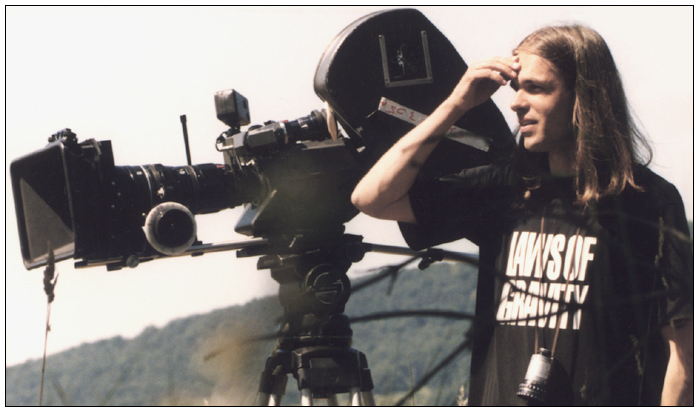
Janisch forgatás közben

### Nagyjátékfilmek
- Árnyék a havon (1991)
- Hosszú alkony (1997)
- Másnap (2004)

### Rövidfilmek
- Árnyékban (vizsgafilm) (1981)
- Róbert és Róbert (vizsgafilm) (1982)
- Zizi  (vizsgafilm) (1983)
- A másik part (diplomafilm)(1984)
- Lélegzetvisszafojtva (tévéfilm) (1985)
- Rímfaragó I-IV. (tévéműsor) (1992-93)
- Szigetnapló (dokumentumfilm) (1994)
- Várakozás (kisjátékfilm) (1994)
- Lábbal festett világ (dokumentumfilm) (1998)
- Bozsik Yvette (dokumentum-portré) (2003)
- Egy filmrendező köszöntése – Makk Károly 85  (dokumentum-portré) (2010.)

## Fontosabb díjai
- Európai Filmfőiskolák Versenye – Fődíj – Zizi (1983)
- Európai Játékfilmek I. díja – Árnyék a havon (1992)
- Festival Mamers en mars fődíj – Árnyék a havon (1994)
- Magyar Filmszemle fődíja, és a legjobb rendezés díja – Hosszú alkony (1997)
- Karlovy Vary-i Nemzetközi Filmfesztivál – Don Quijote díj – Hosszú alkony (1997)
- Salernoi filmfesztivál fődíja – Hosszú alkony (1997)
- Balázs Béla-díj (1997)
- Magyar Filmkritikusok B. Nagy László Díja – Az év legjobb filmjének – Hosszú alkony (1998)
- 9. Nemzetközi Fantasy és Horrorfilm Fesztivál – Fődij – Hosszú alkony (1998)
- Magyar Filmszemle, Rendezői díj – Bozsik Yvette portréfilm (2003)
- Magyar Filmszemle fődíja – Másnap (2004)
- Emerging Master Award – filmnyelvi munkásságért (2005)
- Érdemes művész (2006)
- Radnóti Miklós antirasszista díj (2015)[1]